# Халлоус, Мэтью
Мэтью Иан Халлоус (англ. Matthew Ian Hallowes, род. 16 октября 1970, Порт-Элизабет, ЮАР) — южноафриканский хоккеист (хоккей на траве), полузащитник.

## Биография
Мэтью Халлоус родился 16 октября 1970 года в южноафриканском городе Порт-Элизабет.
Учился в школе короля Эдварда VII в Йоханнесбурге, играл в хоккей на траве за её команду.
В 1996 году вошёл в состав сборной ЮАР по хоккею на траве на летних Олимпийских играх в Атланте, занявшей 10-е место. Играл на позиции полузащитника, провёл 7 матчей, забил 1 мяч в ворота сборной Аргентины.
В марте 1997 года в Куала-Лумпуре участвовал в отборочном турнире чемпионата мира, однако южноафриканцы не попали в финальную часть.